# Jan Malicki (historyk)

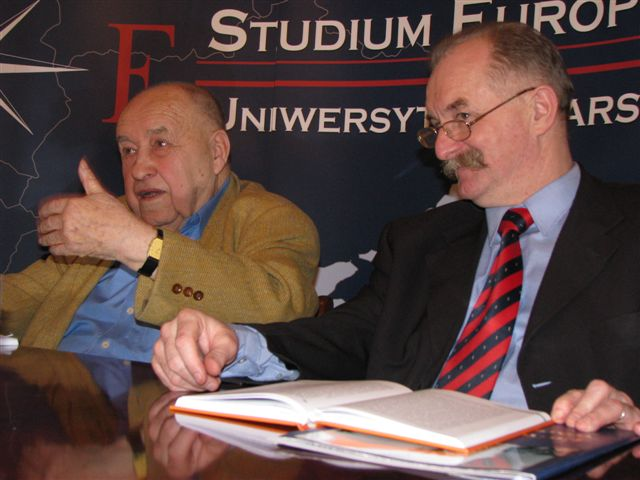
Jan Malicki z Bohdanem Osadczukiem, Studium Europy Wschodniej, Warszawa, 1 marca 2008

Jan Malicki (ur. 24 czerwca 1958 w Dębach Szlacheckich) – polski historyk, w okresie PRL działacz opozycyjny i publicysta wydawnictw podziemnych, współorganizator i od 1990 dyrektor Studium Europy Wschodniej Uniwersytetu Warszawskiego.

## Życiorys
W 1983 ukończył studia na Wydziale Historycznym Uniwersytetu Warszawskiego, studiował również historię sztuki i filologię klasyczną. W latach 1983–1986 był doktorantem w Instytucie Historycznym UW, jednak stopnia doktora nie uzyskał.
Równolegle z działalnością naukową prowadził działalność opozycyjną. Od 1978 był kolporterem niezależnych pism, m.in. „Głosu”, „Biuletynu Informacyjnego KOR”, „Placówki”. W 1981 był współzałożycielem, a następnie jednym z redaktorów niezależnego czasopisma „Obóz”: w latach 1981–1983 sekretarzem redakcji, a w latach 1983–1985 redaktorem naczelnym. W latach 1983–1985 organizator i kierownik podziemnego Instytutu Europy Wschodniej oraz współpracownik organizacji „Niepodległość”.
W maju 1985 został aresztowany, a w listopadzie skazany na 1,5 roku więzienia w zawieszeniu na 4 lata i grzywnę.
W 1989 powrócił do pracy publicystycznej i naukowej. Wszedł ponownie w skład redakcji „Obozu”, a w 1990 brał udział w zakładaniu Studium Europy Wschodniej w ramach Instytutu Orientalistycznego Uniwersytetu Warszawskiego. Obecnie jest dyrektorem SEW. Pełni również funkcje redaktora naczelnego kwartalnika Przegląd Wschodni, a także dyrektora i koordynatora Programu Stypendialnego im. Konstantego Kalinowskiego. Został członkiem rady Fundacji „Pomoc Polakom na Wschodzie” im. Jana Olszewskiego.

## Nagrody i wyróżnienia
- Krzyż Wielki Orderu Odrodzenia Polski (2025)[3][4]
- Krzyż Komandorski Orderu Odrodzenia Polski (2009)[5]
- nagroda im. Adolfa Bocheńskiego (wespół z Jerzym Turowiczem) (1993)
- nagrodą Fundacji Józefa Piłsudskiego – nagrodą Historyczną im. Jerzego Łojka (1999)[6]
- Medal im. Iwane Dżawachiszwili Tbiliskiego Uniwersytetu Państwowego (2003)
- Stypendium im. Rasulzade, Baku (2006)
- Medal Uniwersytetu w Kamieńcu Podolskim (2007)
- Nagroda im. św. Grzegorza Peradze (2010)
- Doktor honoris causa Uniwersytetu im. Grzegorza Peradze w Tbilisi (2009)
- Złota Odznaka Wschodnioeuropejskiego Państwowego Uniwersytetu w Łucku (2013)
- Doktor honoris causa Akademii Ostrogskiej w Ostrogu (2013)
- Doktor honoris causa Narodowego Uniwersytetu Przykarpackiego w Iwanofrankiwsku (2013)
- Brązowy Medal „Zasłużony Kulturze Gloria Artis” (2005)[7]
- Krzyż Kawalerski Orderu „Za Zasługi dla Litwy” (2006)[8]
- Medal Uznania Ministra Kultury Bułgarii (2008)
- Krzyż Kawalerski Orderu Zasługi Republiki Węgierskiej (cywilny, 2009)[9]
- Order Honoru (Gruzja, 2011)
- Odznaka Honorowa „Bene Merito” (2011)[10][11]
- Dyplom Ministerstwa Spraw Zagranicznych Ukrainy i Ambasady Ukrainy w Warszawie „Za wybitny wkład w rozwój ukraińsko-polskiego partnerstwa strategicznego” (2013)
- Odznaka Państwowej Służby Sytuacji Nadzwyczajnych Ukrainy, obwód iwanofrankiwski, „Za zasługi w zakresie obrony cywilnej” (2013)
- Medal honorowy „Za zasługi dla Prikarpatia” obwodu iwanofrankowskiego (2013)
- Nagroda „Rzeczpospolitej” im. Jerzego Giedroycia (2013)[12][13]
- Medal CEW UMCS im. św. Cyryla i Metodego (2017)
- Medal jubileuszowy „25 lat niepodległości Ukrainy” (Ukraina, 2016)[14]
- Medal „Za owocną pracę na rzecz Białorusi” (Zjednoczony Gabinet Przejściowy Białorusi, 2025)[15][16]
- Odznaka honorowa „Za osiągnięcia naukowe i edukacyjne” (Ministerstwo Edukacji i Nauki Ukrainy, 2025)[17]